# 真霜拳號
真霜 拳號（ましも けんご、1978年11月25日 - ）は、日本の男性プロレスラー。血液型O型。2AW所属。京都府舞鶴市出身。
2AWでは数少ない格闘系選手であり、キックを主体に闘う。数々のタイトルを手にしている屈指の実力者である。

## 略歴
- プエルトリコ時代のKAIENTAI DOJOに入団して2001年4月27日にヨッシーを相手にデビュー。他の選手より先に日本に帰国して格闘探偵団バトラーツに参戦して経験を積んでいた。

### 2002年
- 4月20日のKAIENTAI DOJO旗揚げに合流、格闘系の選手であるisamiと抗争する。
- 11月23日、ディファ有明で開催された総合格闘技の大会であるZSTの旗揚げ戦（ライトヘビー級）に参加、松本天心戦で判定に持ち込んだが0-3で敗れた。

### 2003年
- 2月8日の本川越大会にて新日本プロレスの獣神サンダー・ライガーと一騎討ちし、健闘する。
- 4月20日の1周年大会ではU-FILE CAMPの森山大と対戦した。
- 5月5日、DEEP 9th IMPACTで藤沼弘秀と対戦し、グラウンドパンチによるTKO負けを喫する。

### 2004年
- 3月27日に十島くにおとのタッグで出場した「KAIENTAI DOJOという名のタッグリーグ戦」で優勝する。
- 5月13日に新日本プロレスのタイトルであるIWGPジュニアヘビー級王座に挑戦、第46代王者のヒートと戦い敗れた。
- 夏に開催されたSTRONGEST-Kトーナメントでは決勝に進出、7月3日の決勝戦ではHi69に敗れ、準優勝に終わった。

### 2005年
- 1月に296（にぐろ）率いる勤王党の一員となり金髪になる。
- 初代STRONGEST-K TAG王座を決めるため開催されたKAIENTAI DOJOという名のタッグリーグ戦ではKAZMAとタッグを組んで出場し優勝、初代王者となった。
- 5月からの2リーグ制により勤王党がGET所属となったためそれに伴いGETへ。同年開催のSTRONGEST-Kトーナメントでは決勝まで勝ち進み8月14日の決勝戦で火野裕士を破り優勝した。
- 12月29日にKAZMAとのタッグでビッグマウス・ラウドに参戦、石川雄規&伊藤博之と戦い勝利した。

### 2006年
- 5月5日の「KAIENTAI-DOJOビリーブ」との対抗戦ではビリーブ勢のDJニラとマッスル坂井が勤王党党首の296を人質に取り抵抗できない真霜を鬼畜にいたぶるなどし窮地に追い込まれたが、あわやの所で296が開放されたため怒りの真剣が炸裂し勝利した。
- 7月から開催されたSTRONGEST-K、2006年度はリーグ戦となっていたが圧倒的な強さを見せ全勝で決勝に進出、稲松三郎を破り優勝しSTRONGEST-K2連覇を達成する。その後CHAMPION OF STRONGEST-K保持者であるJOEを倒すためRAVE移籍をコミッショナー味方冬樹に直訴、認められRAVE所属となった。
- 10月9日の後楽園ホール大会にてCHAMPION OF STRONGEST-K王者のJOEを破り第五代王者となった。
- 12月30日に開催された「UWAI STATION」に房総ボーイ雷斗とのタッグで参戦し、ディック東郷&マグニチュード岸和田と対戦した。
- 12月30日に開催された「インディーサミット」のメインイベント6人タッグマッチのメンバーに抜擢され、谷嵜なおき&GAINAとのタッグで関本大介&HARASHIMA&ビリーケン・キッドと対戦し勝利した。

### 2007年
- 1月7日の後楽園ホール大会にてCHAMPION OF STRONGEST-Kの防衛戦が行われ、挑戦者の円華を破り初防衛に成功した。
- 第三回ディファカップに円華とのタッグで出場。5月6日にディファ有明で行われた決勝戦でDDTプロレスリング所属のHARASHIMA・飯伏幸太組を破り優勝した。
- 円華とのタッグでCHAMPION OF STRONGEST-K TAG王座を獲得し二冠王となるが、初防衛戦でTAKA・JOE組に敗れ、王座から陥落した。

### 2008年
- 4月13日の後楽園ホール大会にてCHAMPION OF STRONGEST-Kの防衛戦が行われ、挑戦者の火野裕士に敗れ防衛に失敗し王座から陥落。
- 7月12日の千葉ブルーフィールド大会にてSTRONGEST-K'08決勝戦が行われ、円華との戦いを制し、3度目のトーナメント優勝を果たした。

### 2010年
- 7月14日のユニオンプロレス・新木場1stRING大会にて二代目大家健を襲名させられた。この時は固辞したが8月8日の同大会でユニオンプロレス出場時のみ「大家拳號」と名乗ることを承諾する。

### 2012年
- 9月7日の新日本プロレス・後楽園ホール大会にて突如乱入。試合中の真壁刀義を襲撃し、鈴木軍入りを果たす。

### 2013年
- 2月10日に新日本プロレス・広島サンプラザホール大会では中邑真輔と一騎討ちをして敗北を喫した。
- 4月14日にはタッグパートナーの関根龍一と決別。稲松三郎と十嶋くにおと結託。

### 2014年
- 3月16日に全日本プロレスのBlue Field大会でKENSOと組みエボリューションの諏訪魔&佐藤光留組と対戦し試合はKENSOが佐藤から勝利。その後の参戦も決まっていて諏訪魔が敵対心を燃やしている。そのあとDKにも加入した。
- 7月以降に自身のユニットにこれまで名前がなかったがタンク永井の加入後にしばらくして凶月という名前になる。
- 8月30日、愛知県体育館でKO-D6人タッグ王座にKENSOと長井満也と組みチームドリフと対戦し、試合途中にDKを裏切った。

### 2017年
- 6月から左膝前十字靭帯断裂および半月板損傷に伴う靭帯再建手術の為に長期欠場。

### 2018年
- 4月22日、東京都・後楽園ホールで行われた『KAIENTAI DOJO 16周年記念大会 CLUB-K SUPER evolution16』にて復帰戦を行い、十嶋くにおと共にSTRONGEST-K TAG王座を奪取した。

### 2019年
- 3月31日、4月より開催される全日本プロレスチャンピオンカーニバル2019への2年ぶりの参戦が発表されていたが、右肩腱板損傷・神経損傷の為、欠場を余儀なくされる。復帰時期は未定。試合がなくとも時折セコンドについていたが、名称変更後の新団体・2AWの大会には正式にはまだ姿を現していない。

### 2020年
- 3月28日、十嶋くにおとタッグを組み、若松大樹＆ナカ・シュウマ戦にて復帰。2AWの現状を「ぬるい」と表現し、所属選手たちを挑発する。
- 花見達也と共に2AWタッグ王座を戴冠。

### 2021年
- 1月1日、2AWに正式所属したことを発表。

## 得意技
デビュー当時からその異彩を放ち、技名に関しては日本古来の物に因んだのが多い。
垂直落下式ブレーンバスター
勤王党入り以降の真霜のフィニッシュ技。TAKAが頭から落とす技を嫌っているので、それに対する挑発という意味合いで使用された。
真剣（かたな）
右足でのハイキック。デビュー時の真霜のフィニッシュ技。
無道
うつぶせの相手に対し自分の両足で相手の片腕を固定し、さらにもう一方の腕を絞り上げる。変形の羽根折り脇固め。無道とは、「逃げ道が無い」の意。
無道四式
絞り上げている腕と同じ方の足首を同時に極める無道。
津波
スワンダイブ式ニールキック。
バズソーキック
仰向けになった相手の上半身を起こして相手の左側頭部を振り抜いた右足の甲で蹴り飛ばす。
各種キック

## タイトル歴
KAIENTAI DOJO
- CHAMPION OF STRONGEST-K王座（第5代、第7代、第11代、第15代、第18代、第22代）
- STRONGEST-K TAG王座（初代、第7代、第12代、第15代、第18代、第21代、第30代、第37代）（パートナーはKAZMA→円華→柏大五郎→HIROKI→TAKAみちのく→関根龍一→佐藤悠己→十嶋くにお）
- WEWハードコアタッグ王座（第26代、第32代）（パートナーは関根龍一→YOSHIYA）
- 千葉6人タッグ王座（第4代）（パートナーはTAKAみちのく&木高イサミ）
- STRONGEST-K優勝（2005年、2006年、2008年）
- 海王トーナメント優勝（2013年、2014年、2018年）
- KAIENTAI DOJOという名のタッグリーグ戦優勝（2004年、2005年、2007年、2011年、2012年）

2AW
- 2AWタッグ王座（第4代）（パートナーは花見達也）

全日本プロレス
- 世界タッグ王座（第74代、第101代）（パートナーはKAI→ 鈴木秀樹）

大日本プロレス
- BJW認定タッグ王座（第24代）（パートナーは円華）

ZERO1
- NWA UNヘビー級王座（第10代）

九州プロレス
- 九州プロレス王座（第9代）
- 博多華味鳥杯1DAYタッグトーナメント優勝（2020年）（パートナーは玄海）

リアルジャパンプロレス
- レジェンド王座（第16代）

K-AWARD
- 年間最優秀選手賞（2006年、2007年）
- 年間最高試合賞シングル部門（2006年、2007年）
- 年間最高試合賞タッグマッチ部門（2004年、2006年）

## 入場テーマ曲
- 初代 : Shadows on the east（Y.Takeya）※キングレコード「KAIENTAI DOJO」に収録
- 2代目 : Shadows on the east改（Y.Takeya）※キングレコード「KAIENTAI DOJO 2」に収録

## 戦績
| 総合格闘技 戦績 | 総合格闘技 戦績 | 総合格闘技 戦績 | 総合格闘技 戦績 | 総合格闘技 戦績 | 総合格闘技 戦績 | 総合格闘技 戦績 |
| --------------- | --------------- | --------------- | --------------- | --------------- | --------------- | --------------- |
| 2 試合          | (T)KO           | 一本            | 判定            | その他          | 引き分け        | 無効試合        |
| 0 勝            | 0               | 0               | 0               | 0               | 0               | 0               |
| 2 敗            | 1               | 0               | 1               | 0               | 0               | 0               |

| 勝敗 | 対戦相手 | 試合結果                | 大会名                            | 開催年月日     |
| ×    | 藤沼弘秀 | 1R 2:09 TKO（パウンド） | DEEP 9th IMPACT in KORAKUEN HALL  | 2003年5月5日   |
| ×    | 松本天心 | 5分2R終了 判定0-3       | THE BATTLE FIELD『ZST』旗揚げ大会 | 2002年11月23日 |

## 人物・エピソード
- 2003年、テレビ朝日の「テスト・ザ・ネイション 全国一斉IQテスト」に武道家チームとして他選手数名らと参加、KAIENTAI-DOJOTシャツで登場した。なお、その際「論理」部門のテストで学者や東大生を含む200名以上の回答者でNo.1の栄冠を得ている。
- 好きな食べ物はうどん、お好み焼き。趣味は放浪。
- 米山香織が主催する「YMZ」にレギュラー参戦している。普段と同じファイトスタイルを展開するが、米山ら他の選手のコミカルファイトに巻き込まれ、お茶目な一面を見せることもある。米山から「ましもん」と一方的にあだ名をつけられ、入場時もリングアナウンサーが「通称『ましもん』、真霜拳號～！」とコールされたり、ファンから「ましもん」コールがおき、真霜が詰め寄るのがお約束になっている。
- リングイン後は、コーナーの最上段に座り、コールを待つ。

## メディア出演

### テレビ
- プロレスKING（GAORA）

### ラジオ
- 週刊ラジオプロレス（北海道放送）